# Moctar Cissé
Moctar Mohamed Cissé (Bamako, 10 marzo 1993) è un calciatore maliano, attaccante del Bougouni.

## Carriera

### Club
Il 31 agosto 2016 viene acquistato a titolo definitivo dalla squadra albanese del Tirana.

## Palmarès

### Club

#### Competizioni nazionali
- Coppa d'Albania: 1

Tirana: 2016-2017